# Iconica
Iconica è un singolo del rapper italiano Shade, pubblicato il 20 giugno 2025.

## Descrizione
Il brano, scritto dallo stesso rapper con Andrea Pugliese, è prodotto da Giacomo Roggia, in arte Jaro.

## Video musicale
Il video musicale, diretto da Nicholas Baldini, è stato pubblicato in concomitanza all'uscita del brano attraverso il canale YouTube del rapper.

## Tracce
Testi di Vito Ventura e Andrea Pugliese, musiche di Andrea Pugliese e Giacomo Roggia.
1. Iconica – 2:25